# Hochschule für Wirtschaft und Recht
Pour les articles homonymes, voir HWR.
La Hochschule für Wirtschaft und Recht Berlin/Berlin School of Economics and Law (HWR) est un établissement allemand d'enseignement supérieur public fondé en 2009 d'une fusion entre la FHW Berlin et la FHVR Berlin, deux établissement avec une longue histoire.
La HWR est la plus grande école de commerce en Allemagne et représente un pilier important de l'éducation en Management et Droit.
L'établissement propose un double cursus de 5 ans avec l'école de management parisienne ESCE (Ecole Supérieure du Commerce Exterieur), destiné aux étudiants germanophones de l’ESCE et aux étudiants francophones de la HWR Berlin.